# Franz Xaver Frey (Politiker, 1928)
Franz Xaver Frey (* 22. Mai 1928 in Nettershausen; † 18. November 1987 in Bobingen) war ein deutscher Jurist und Kommunalpolitiker (CSU).

## Werdegang
Frey studierte Rechtswissenschaften an der Universität Erlangen und promovierte 1954 zum Dr. jur.
Von 1957 bis zur Gemeindegebietsreform 1972 war er Landrat des damals selbständigen Landkreises Schwabmünchen. In seiner Amtszeit wurden die Krankenhäuser Bobingen und Schwabmünchen errichtet.
Von 1972 bis zu seinem Tod war er Landrat des Landkreises Augsburg. Während seiner Amtszeit wurde unter Beteiligung des Landkreises Augsburg das Zentralklinikum Augsburg fertiggestellt. Auch auf die Einrichtung des Naturparks Augsburg – Westliche Wälder hatte er wesentlichen Einfluss. 1978 wurde er Senator im Bayerischen Senat und Vorsitzender des Landkreisverbands Bayern, 1981 wurde er Vizepräsident des Deutschen Landkreistags. Auch diese Ämter übte Frey bis zu seinem Tod aus.
Zu seinem Nachfolger als Landrat wurde bei der Kommunalwahl 1988 Karl Vogele gewählt.